# São José da Mata
São José da Mata é um distrito da cidade de Campina Grande, na Paraíba. Foi fundado pelo português João Miguel Leão, grande latifundiário, descendente de D. João VI, filho de Inácio Leão, nobre e grande latifundiário em Alagoas. E elevado a categoria de distrito pela Lei Estadual n.º 318, de 07-01-1949.
Está também incluído na festa junina O Maior São João do Mundo, realizada entre os meses de Junho e Julho, na cidade de Campina Grande.
Seu padroeiro é São José, a quem são dedicadas as Festas de São José, realizadas todos os anos, no dia 19 de Março, onde acontecem missas campais, shows, parques de diversões, e a Cavalgada, que atrai centenas de cavaleiros da região.

## A Cavalgada
Foi idealizada e iniciada em 1995 por moradores do distrito, e tem o objetivo de engrandecer a Festa do Padroeiro, integrar municípios e comunidades rurais, além de promover a reflexão sobre a preservação do nosso patrimônio natural e cultural. A princípio contava apenas com 78 cavaleiros e amazonas, chegando, ao longo do tempo, a superar os setecentos integrantes. Outro grande do evento é a multidão que observa e aplaude a passagem dos participantes por todos os sete quilômetros do trajeto (Iniciado na cidade de Puxinanã, seguindo na rodovia PB-115, até chegar ao distrito) e o grande público que se concentra no pátio das atividades para receber a cavalgada e acompanhar as apresentações artísticas e a celebração eucarística.
A Cavalgada de São José é uma realização de moradores da comunidade, e sempre conta com o patrocínio de comerciantes da região e de prefeituras de municípios próximos.

## Geografia

### Dados Gerais
A temperatura média anual da região está em torno dos 20º a 25ºC. O índice pluviométrico anual é de 620mm. Clima classificado como As  segundo a Köppen e Geiger. O  terreno  natural possui  um  relevo acidentado,  com  pequenas  serras,  cortadas  por  riachos  temporários,  cheio  apenas  nos  períodos  chuvosos. Sendo provavelmente o ultimo remanescente de vegetação arbórea de transição entre o Agreste da Borborema e o Cariri Paraibano.
Possui uma mata rica em biodiversidade, contendo orquídeas, samambaias e bromélias e ipês, que colorem a paisagem na época de chuvas da região. Sendo um trecho da vegetação declarada área de preservação permanente criado pela Lei  Orgânica  Municipal, art.  269º parágrafo  III   e protegida pelo inciso VII do Art.227 da constituição paraibana. Nota-se árvores de porte médio e predominantemente espécies vegetais arbustivas, principalmente cactáceas, além de espécies vegetais típicas de Mata Atlântica, como a barriguda (Chorisia speciosa). Sendo a vegetação de entorno dos corpos d'água basicamente arbustiva. 

### Saúde
Possui:
| Várias Unidades Básicas de Saúde da Família (UBSF) |
| Centro de Especialidades Odontológicas (CEO)       |
| Centro de Saúde Severino Bezerra Cabral            |

### Transporte
O distrito de São José da Mata é atendido por ônibus da linha 903 do Consórcio Santa Maria.